# Mercedes-Benz 300 SLR

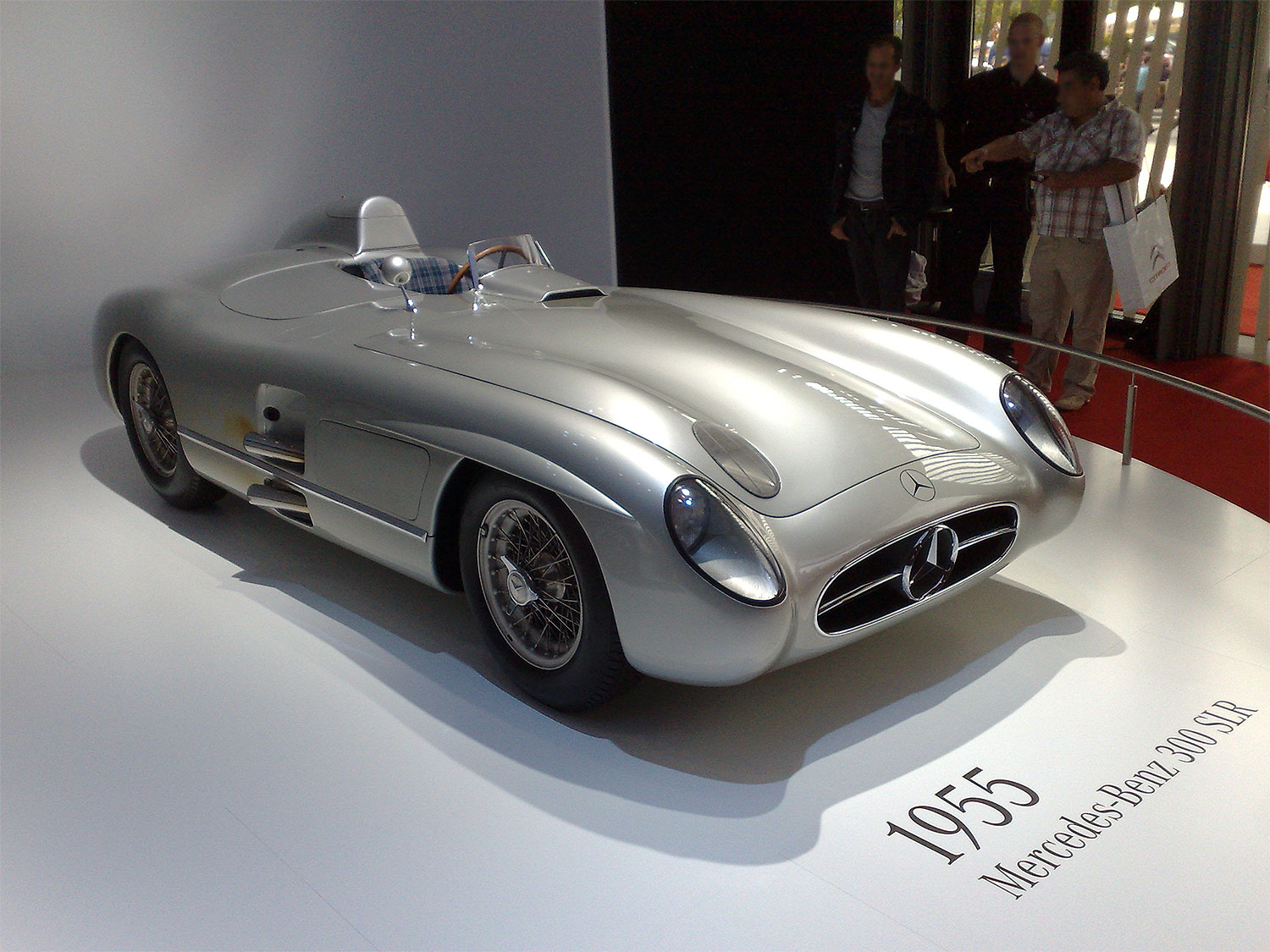
Um Mercedes-Benz 300 SLR preservado no museu da empresa.

O Mercedes-Benz 300 SLR (W196S) é um carro de corrida com dois assentos que foi fabricado pela Mercedes-Benz no ano 1955. A sigla SLR de seu nome significa Sport Leicht-Rennen; desportivo-competição superleve. O desenvolvimento do 300 SLR foi amplamente influenciado pelo Mercedes-Benz 300 SL. O 300 SLR participou do Campeonato Mundial de Resistência de 1955 antes de um acidente e incêndio catastróficos em Le Mans no final daquele ano encerrarem seu domínio prematuramente. Este carro também competiu na Mille Miglia de 1955; o 300 SLR número 722, pilotado por Stirling Moss, venceu chegando em primeiro com um tempo recorde de 10 horas, 7 minutos e 48 segundos.
Foram construídos um total de nove chassi do W196S. Dois dos nove chassi produzidos foram convertidos em cupês híbridos do 300 SLR e o 300 SL, que foram chamados de "Coupés Uhlenhaut".

## Mecânica
O 300 SLR tem um motor de oito cilindros em linha de injeção direta com 3 litros e uma potência de 310 CV, e caixa de câmbio manual de cinco marchas. Este motor foi instalado longitudinalmente na parte dianteira e inclinado 33 graus.

## O Coupé Uhlenhaut

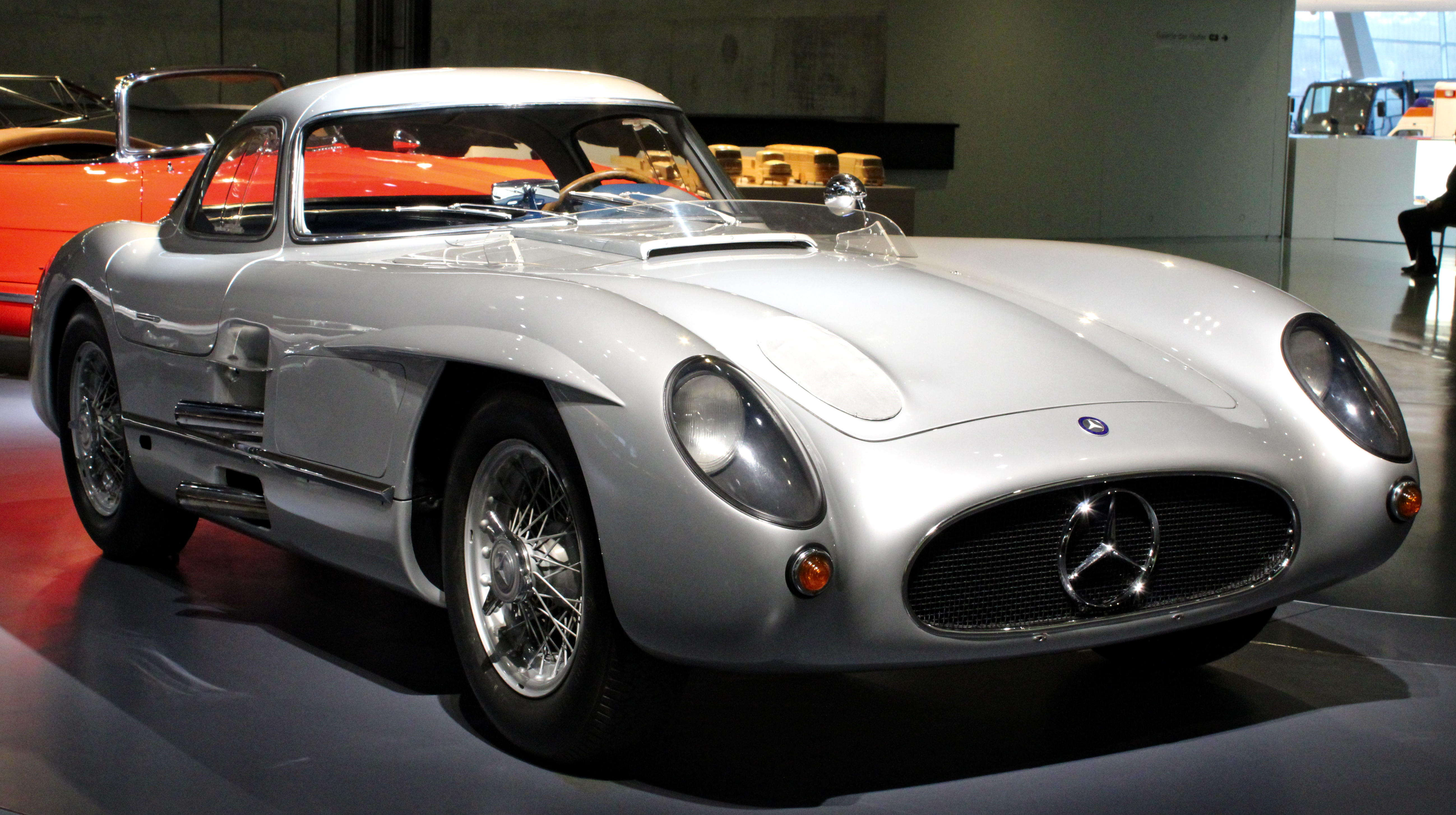
Um 300 SLR Uhlenhaut Coupé no museu da Mercedes-Benz em Estugarda (Alemanha).

Juan Manuel Fangio, Stirling Moss e Karl Kling — três dos grandes pilotos que escreveram a história do desporto automóvel — foram os responsáveis em meados dos anos 1950 pelo estrondoso sucesso do Mercedes-Benz 300 SLR nas competições de desporto automóvel.
Como a versão de competição, o Mercedes-Benz 300 SLR Uhlenhaut Coupé também tem o motor de oito cilindros, 2982 cm³ de cilindrada, e potência até 310 CV.
Com base neste carro vencedor, Rudolf Uhlenhaut (1906-1989), na altura o responsável pelos testes com veículos de passageiros e pela Divisão de Desenvolvimento dos carros de competição da Mercedes-Benz, construiu a versão Coupé de estrada, que conjugou o design e a tecnologia do 300 SL (o asas de gaivota), produzido desde 1954 até 1963, com o bem sucedido carro de desporto de competição: o 300 SLR-Coupé – mais conhecido entre os expertos em matéria automóvel como o "Uhlenhaut-Coupé".
Este modelo causou sensação em finais de 1955, quando posto a circular em estrada. As linhas vigorosas da carroçaria, com o capô alongado, eram complementadas pelos tubos de escape de grande dimensão montados lateralmente, as entradas de ar e as jantes de raios, bem como pelo cockpit elegante, com o para-brisa panorâmico arredondado. O "veloz carro de Turismo", como Rudolf Uhlenhaut designava a sua criação automóvel, fez jus ao seu nome: com um peso de apenas 1117 kg e 310 cv, o "Uhlenhaut-Coupé" acelerava nos testes de condução até uma velocidade máxima de 290 Km/h (dados de fábrica: 284 Km/h).
Deste modo, tornou-se o automóvel de dois lugares mais rápido aprovado nessa época para circular em estrada, sendo também "um dos automóveis mais excitantes jamais construído pela Mercedes-Benz", como o especialista em desporto automóvel Karl Ludvigsen referiu mais tarde.

## O SLR McLaren

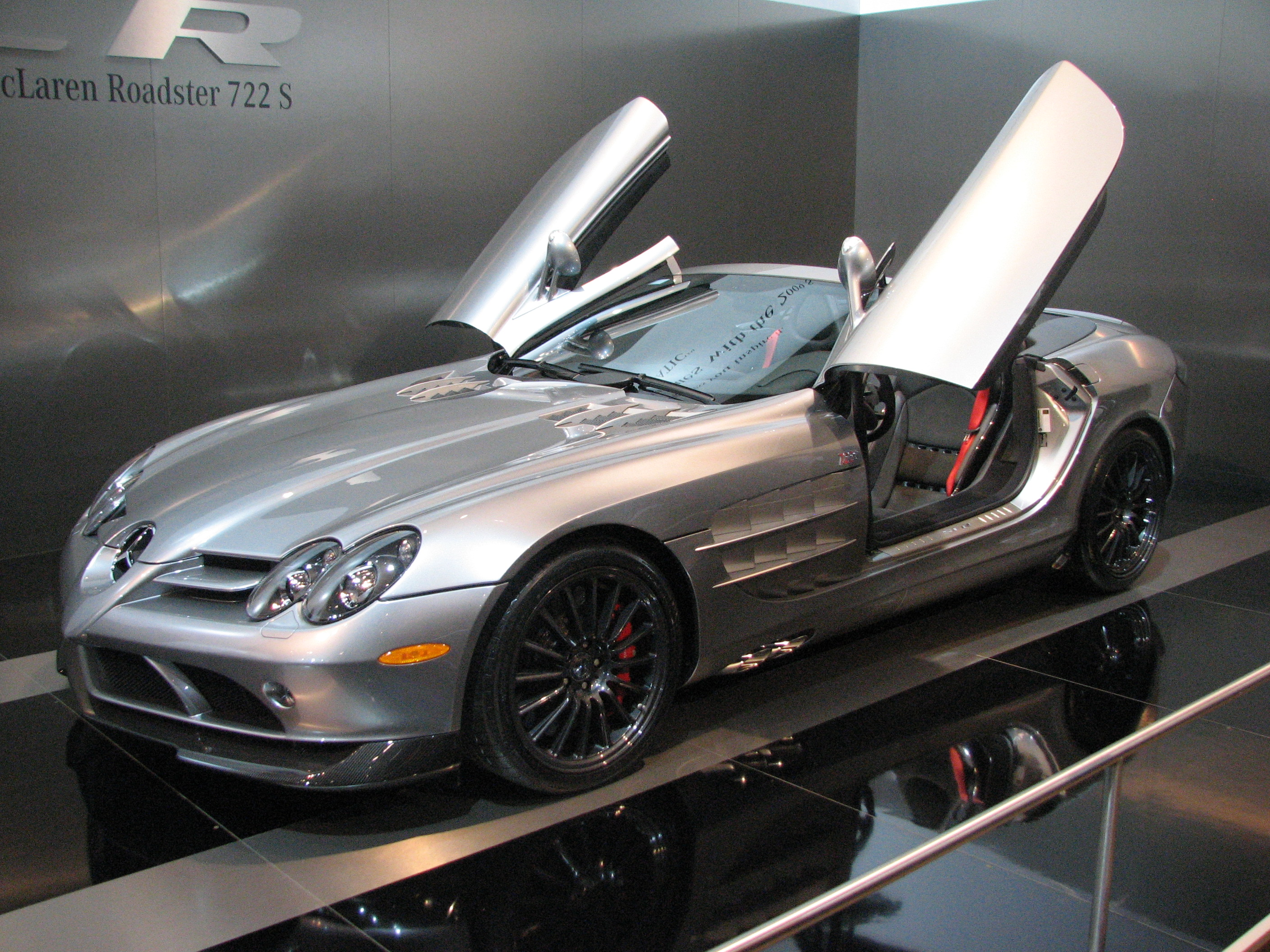
Um Mercedes-Benz SLR McLaren com as portas borboleta abertas.

Inspirado pelo 300 SLR Uhlenhaut Coupé, o superdesportivo Mercedes-Benz SLR McLaren fez sua estreia em 2003. Desenvolvido conjuntamente pela Mercedes-Benz e pela McLaren Automotive, ele apresenta um motor V8 com 5,4 litros, supercompressor e 626 CV (460 kW; 617 hp) construído à mão, todo em alumínio.
O SLR McLaren estava disponível nas versões coupé e roadster, bem como uma série de outras variantes especializadas. A produção decorreu até o final de 2009.